# Шосе 12 (Альберта)
Шосе провінції Альберта № 12, яке зазвичай називають шосе 12 — шосе зі сходу на захід через центральну Альберту. Пролягає від шосе 22, через Лакомб і Стеттлер, до кордону Альберта- Саскачеван. Зазвичай він проходить паралельно шосе 13 на північ. Шосе 12 становить близько 364 км довжини. 

## Опис маршруту
Шосе 12 починається на шосе 22, приблизно 10 км на північ від Рокі-Маутін-Хаус і рухається на схід до Бентлі, де перетинається з шосе 20. Він продовжується вздовж півдня від озера Галл і літнього селища Галл-Лейк, перш ніж перетинати шосе 2 (Королева Єлизавета ІІ шосе). На схід від шосе 2, він проходить через місто Лакомб як 50 Проспект перед тим продовжується на схід повз село Клайв. На перехресті шосе 50 біля Тіс, шосе 12 повертає на південний схід, проходячи через село Алікс і коротко збігається з шосе 21, перш ніж повернути на схід на шосе 11 поблизу Невіса. Він проходить через Ерскін перед входом у Стетлер і перетинає шосе 56. На схід від Стеттлера, він проходить повз Боту, Гедсбі та Халкірк, перш ніж повернути на південний схід. Проходить через Кастор, перетинає шосе 36 (Ветеранське шосе) і проходить через Фліт, Коронацію, Трон і Ветеран. Воно розділяє 18 км збіг з шосе 41 (Баффало Трейл) між Консортом і Монітором перед тим, як продовжити напрямок повз Кірріємуір і Альтаріо, нарешті досягнувши кордону Саскачевану біля Компіра, де воно продовжується як Саскачеванське шосе 51.

## Шосе 12А
Шосе провінції Альберта № 12А — 9 кілометровий, альтернативний маршрут поза шосе 12, що обслуговує південний берег озера Галл.